# Hermes Conrad
Hermes Conrad è un personaggio immaginario presente nella serie animata statunitense Futurama. Nella versione originale è doppiato da Phil LaMarr, mentre in quella italiana è doppiato da Simone Mori.

## Biografia
Di nazionalità "indogiamaicana" (giamaicana nella versione originale), Hermes è un burocrate di livello 34 che lavora alla Planet Express occupandosi dell'amministrazione finanziaria e del personale. Prima di intraprendere la carriera di burocrate è stato un atleta olimpionico di limbo, rappresentando la Terra nelle Olimpiadi del 2980; ha abbandonato lo sport quando un ragazzino, cercando di imitarlo, è morto rompendosi la spina dorsale. Hermes ha comunque continuato a praticare il limbo seppur come attività amatoriale.
Contrariamente al classico stereotipo dei Giamaicani, Hermes è iperattivo e ossessionato dal lavoro (è seccato di essere meticoloso solo al 78,3%). Le caratteristiche principali del suo carattere sono la pignoleria, l'ordine, la puntualità e il rispetto delle norme e dei regolamenti. Le sue origini caraibiche sono comunque evidenti dalla pettinatura rasta.
Hermes è sposato con la bellissima LaBarbara, conosciuta quando era ancora un campione di limbo, da cui ha avuto un figlio di nome Dwight. Ha sempre avuto un'accesa rivalità con Barbados Slim, l'ex marito di LaBarbara, anche lui atleta di limbo, infatti Hermes non lo ha mai sconfitto in questa disciplina, inoltre essendo un uomo dal fisico scolpito da vero atleta, Hermes spesso si sente sminuito al confronto, in alcune occasioni LaBarbara dimostra di provare ancora una forte attrazione per l'ex marito.
Nella 6ª stagione si scopre che Hermes in passato ha lavorato per Mamma alla Robot Amichevoli di Mamma, nella filiale di Tijuana, a quel tempo era noto come l'ispettore 5 nell'assemblaggio dei robot. Tra le sue mani un giorno gli arrivò Bender Rodríguez il quale era stato appena costruito ed era solo un neonato robot. Scansionandolo Hermes scopri che era sprovvisto del backup dei robot. Nel momento di buttarlo fra gli scarti, Hermes preso dalla pietà non vi riuscì. Falsificò infine i documenti di Bender per farlo passare come un robot perfetto. Colpito dall'avvenimento vissuto, diede infine le dimissioni abbandonando la società di Mamma. Nella 7ª stagione si scopre che, a causa della capra al curry della moglie che mangia costantemente, il suo corpo è così saturo da essere a sua volta piccante e capace di squagliare il metallo, come dimostra Roberto quando ne stacca un pezzo e lo assaggia, squagliandosi subito dopo.
È sicuramente grazie a lui e al suo lavoro che la Planet Express vada avanti, visto l'incompetenza di gran parte dei membri dell'equipaggio e la follia del Professor Farnsworth, che rischiano costantemente di portarla al fallimento. Nel film Il colpo grosso di Bender ha una sottotrama che va avanti per quasi tutta la storia, in quanto rimane accidentalmente decapitato e la sua testa inserita all'interno di una delle vasche di conservazione come la maggior parte dei personaggi famosi apparsi nella serie. Qui perde tutto: il lavoro, la moglie (che torna temporaneamente con l'ex-marito e lo caccia di casa) e una vita normale, fino a che Zoidberg non attacca la testa ad un nuovo corpo prelevato nel passato, sebbene gliela attacchi al contrario e il duplicato, condannato si dal principio, viene distrutto e lui torna di nuovo senza corpo. Avrà però il suo momento di gloria quando la sua testa sarà attaccata alla griglia di battaglia nel finale, con la sua mente che coordinerà tutte le navette e a dirigere gli attacchi in modo preciso, annientando le difese degli alieni nudisti. A fine film il suo corpo originario sarà ripristinato e lui riotterrà lavoro e famiglia.